# John Jennings
Sir John Jennings (1664 – 23. prosince 1743) byl britský admirál, jako námořní vojevůdce vynikl za války o španělské dědictví, kdy dosáhl hodnosti admirála a šlechtického titulu. Kromě toho působil ve správě námořnictva a byl dlouholetým poslancem Dolní sněmovny.

## Kariéra
Pocházel z drobné šlechtické rodiny, která vlastnila starobylé sídlo Dudleston Hall v hrabství Shropshire. Narodil se jako patnácté dítě Philipa Jenningse, od roku 1680 sloužil u královského námořnictva a již v roce 1687 byl poručíkem. Po Slavné revoluci bojoval na straně Viléma Oranžského, v roce 1690 se stal kapitánem a zlikvidoval řadu menších lodí flotily Jakuba II. Poté byl úspěšným účastníkem devítileté války, kdy zajal řadu francouzských obchodních lodí. Na počátku války o španělské dědictví se zúčastnil bitvy v zátoce Vigo a podílel se na dobytí Gibraltaru (1704), krátce poté bojoval v bitvě u Málagy. V roce 1704 byl povýšen do šlechtického stavu a v roce 1705 dosáhl hodnosti kontradmirála. V roce 1706 byl vrchním velitelem na Jamajce, poté v rychlém sledu dosáhl hodností viceadmirála (1708) a admirála (1709), v letech 1708–1710 velel u břehů Portugalska, poté převzal velení ve Středomoří a v roce 1713 krátce řídil spojenecké operace v Itálii.
Po skončení války o španělské dědictví se aktivně věnoval politické kariéře, byl dlouholetým členem Dolní sněmovny (1705–1711 a 1715–1734), v letech 1710–1711 byl poslancem za přístav Portsmouth, v letech 1715–1734 obhajoval mandát za přístav Rochester. Politicky náležel k whigům a v letech 1714–1717 byl lordem admirality, tuto funkci pak zastával znovu od roku 1718 a pod ministrem námořnictva 3. hrabětem Berkeleyem byl v letech 1721–1727 druhým lordem admirality. Od roku 1720 byl guvernérem špitálu v Greenwichi a v letech 1733–1743 zastával čestnou hodnost kontradmirála Velké Británie (tuto funkci převzal po smrti admirálu Byngovi. Po jeho smrti převzal post guvernéra greenwichského špitálu admirál John Balchen, který zahynul o rok později při ztroskotáni v Lamanšském průlivu.
Jeho majetkem byl od roku 1721 zámek Newsells Park v hrabství Hertfordshire, který po něm zdědil syn George.